# بزاق
جستجوی «تف» به این مقاله می‌رسد. برای گیاهی به نام تِف، نوشتار علف عشق حبشی را ببینید.
بزاق یا آب دهان یا خَدو که در زبان عامیانه تُف خوانده می‌شود، مایعی برون‌سلولی است که توسط غدد بزاقی تولید و در دهان ترشح می‌شود. بزاق انسان حاوی ۹۹/۵ درصد آب به همراه موادی چون الکترولیت‌ها، مخاط، گلبول‌های سفید، سلول‌های بافت پوششی، آنزیم‌هایی همچون لیپاز و آمیلاز، مواد ضد میکروب مثل پادتن A و لیزوزیم است.

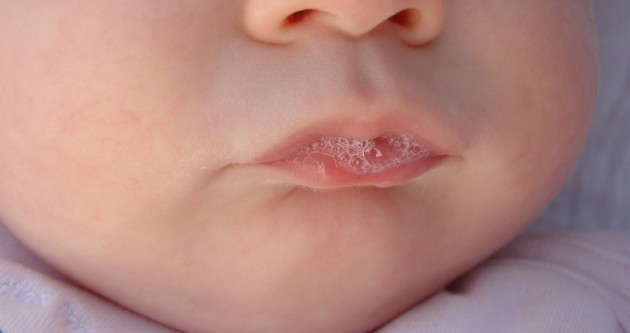
بزاق روی لب‌های یک کودک

## وظایف بزاق در بدن
آنزیم‌های موجود در بزاق برای آغاز فرایند هضم چربی‌ها و قندهایی مثل نشاسته ضروری هستند. بزاق همچنین برای شکستن و تجزیهٔ باقیمانده‌های غذا میان دندان‌ها و جلوگیری از خراب شدن و پوسیدگی دندان‌ها عاملی ضروری است. از دیگر وظایف بزاق مرطوب‌سازی و نرم کردن غذاها در دهان و آسان کردن جویدن و بلع غذا می‌باشد. همچنین بزاق باعث حفظ رطوبت مخاط دهان و زبان و گلو و حلق شده و صحبت کردن، تنفس و همچنین حس چشایی را با تولید کربنیک آنهیدراز بهبود می‌بخشد. یکی دیگر از وظایف بزاق تنظیم pH حفرهٔ دهانی می‌باشد که این عمل باعث می‌شود عمر دندان‌ها افزایش یابد و در مقابل خوردگی و پوسیدگی‌های اسیدی مقاومت کنند. همچنین بزاق ضدعفونی‌کننده است و دارای آنزیمی به نام لیزوزیم می‌باشد که باعث کشته شدن باکتری‌های دیواره‌دار می‌شود.
در گونه‌های مختلف جانوری بزاق می‌تواند نقش‌های متفاوت و متنوعی ایفا کند. برخی از پرستوها برای ساختن آشیانهٔ خود از بزاق خود کمک می‌گیرند. بسیاری از مارهای سمی از بزاق خود برای کشتن شکار یا دفاع از خود در مقابل خطرات استفاده می‌کنند. همچنین برخی از موجودات مانند کرم ابریشم در مرحلهٔ شفیرگی از بزاق خود برای ساختن پیله یا پوشش محافظ استفاده می‌کنند. بسیاری از جانوران برای تمیز کردن خود و ترمیم زخم‌ها از بزاق خود استفاده می‌کنند. بررسی‌ها نشان داده‌اند که بزاق برخی گونه‌ها مثل موش‌های آزمایشگاهی، با داشتن ترکیباتی همچون فاکتورهای رشد و برخی آنزیم‌ها قابلیت ترمیم سریع‌تر زخم و ضدعفونی کردن زخم‌ها را دارا است.

## میزان ترشح بزاق
بدن یک انسان بالغ و سالم به‌طور روزانه ۱۵۰۰ میلی لیتر بزاق تولید می‌کند و این میزان در هنگام خواب به‌شدت کاهش پیدا می‌کند. در انسان، غدد تحت فکی حدود ۷۰–۷۵ درصد از بزاق را تولید می‌کند و غدد بناگوشی نیز ۲۰–۲۵ درصد از بزاق را تولید می‌کند و مقدار ناچیز باقیمانده را سایر غدد بزاقی تولید می‌کنند.

## تولید بزاق
ترشحات بزاق توسط عوامل مکانیکی و اعصاب به‌طور خود کار کنترل می‌گردد. اعصاب سمپاتیک و پارا سمپاتیک استثنائاً در این مورد هر دو به‌عنوان تحریک‌کننده می‌باشند، به‌طوری‌که تحریک اعصاب پارا سمپاتیک (از طریق بو و مزهٔ غذا) ترشحات آبکی بزاق و تحریک اعصاب سمپاتیک.
ترشح بزاق در دهان توسط دو جفت غدهٔ بناگوشی و دو جفت زیرزبانی و دو جفت زیرآرواره‌ای انجام می‌شود؛ البته غدد بزاقی کوچک و پراکندهٔ دیگری نیز در حفرهٔ دهانی موجود هستند.

## فرهنگ
تف کردن هم در فوتبال انجام می شود .یهودیان و مسیحیان اولیه و همچنین یونانیان و رومیان خواص درمانی به‌ویژه در بیماری‌های چشم را به بزاق دهان نسبت دادند. تاسیتوس درمان بیماری‌های چشم با بزاق را به امپراتور وسپاسیان نسبت داد.
تف کردن به صورت شخص به منزلهٔ ابراز نهایت تحقیر نسبت به او تلقی می‌شد.

### در یهودیت
در فرهنگ یهودی باستان و همچنین در حال حاضر، یهودیان تف کردن زیادی انجام می‌دهند. به‌عنوان مثال، بعد از سطر اول نماز «ال نینو» (El Nino که به‌معنای وظیفه ماست) در کنیسه، شرکت‌کنندگان تف می‌کنند. بسیاری برای جلوگیری از هتک حرمت فرش کنیسه، در داخل یک دستمال تف می‌کنند. یهودیان پس از آن که از دهان خود برای صحبت در مورد بت‌پرست استفاده کنند، تف می‌کنند. آنها می‌خواهند دهان خود را از تفی که در بیان آن سخنان شرکت کرده‌است، قبل از تعظیم در برابر خدا پاک کنند. آنها حتی نمی‌خواهند از تف خود که در صحبت از بت‌پرست شرکت کرده‌اند، با فرو بردن تف پس از گفتن آن سخنان، سود ببرند. به‌طور سنتی در یهودیت باستان، یک یهودی در واکنش به چیزی که به‌ویژه خوب یا بد است، سه بار آب دهان بر زمین می‌اندازد. بعد از اینکه تف کردن به یک رسم توهین‌آمیز تبدیل شد، این تبدیل به سه بار گفتن «پوف» شد.

### روم باستان
پلینی بزرگ قدرت درمانی بزاق انسان را در «تاریخ طبیعی» خود (کتاب XXVIII, VIII) می‌ستاید. او می‌گوید که «بیماری چشم ممکن است با مسح چشم‌ها با بزاق درمان شود. بزاق زن ناشتا برای چشم‌های خون‌آلود بسیار مؤثر است، به‌ویژه اگر زن روز قبل از خوردن غذا و شراب پرهیز کرده باشد.» همچنین اضافه می‌کند «نه تنها بهترین محافظ در برابر زهر مارها است، بلکه تجربهٔ روزانه نشان می‌دهد که مزایای بسیاری دیگر در استفاده از آن وجود دارد.»
رومیان باستان بر روی قربانی حملهٔ صرعی آب دهان می‌انداختند و هر روز صبح با زدن یک پماد حاوی بزاق التهاب چشم را درمان می‌کردند.